# أنشودة ناراياما
أنشودة ناراياما (باليابانية: 楢山節考) فيلم دراما ياباني من إخراج إيمامورا شوهيه. الفيلم مقتبس من رواية تحمل نفس الاسم للكاتب شيتشيرو فوكازاوا. ومستوحى قليلاً من فيلم بنفس الاسم صدر عام 1958 للمخرج كيسوكي كينوشيتا. يروي كلا الفيلمين الممارسة الأسطوريةالمتمثلة في نقل كبار السن إلى الجبل وتركهم ليموتوا. حاز الفيلم على جائزة السعفة الذهبية في مهرجان كان السينمائي 1983.

## القصة
تدور أحداث الفيلم في قرية ريفية صغيرة في اليابان في القرن التاسع عشر. وفقًا للتقاليد، بمجرد وصول الشخص إلى سن السبعين، يجب عليه السفر إلى جبل بعيد ليموت جوعًا، وهي ممارسة تُعرف باسم أوباسوت. تدور القصة حول أورين التي تبلغ من العمر 69 عامًا وتتمتع بصحة جيدة. ومع ذلك، فقد لاحظت أن أحد الجيران اضطر إلى جر والده إلى الجبل، لذلك قررت تجنب التشبث بالحياة بعد انتهاء فترة ولايتها. تقضي عامًا الاخير في ترتيب جميع شؤون عائلتها وقريتها، وتعاقب بشدة عائلة تسرق الطعام وتساعد ابنها الأصغر على فقدان عذريته.
ويحتوي الفيلم على مشاهد قاسية تصور الظروف القاسية التي يواجهها أهالي القرية. تتخلل لقطات الفيلم مقتطفات قصيرة من الطبيعة، كالطيور والثعابين وحيوانات أخرى تصطاد أو تشاهد أو تغني أو تتزاوج أو تلد.

## الممثلون
- كين اوغاتا - تاتسوهي
- سوميكو ساكاموتو - أورين
- تونبي هيداري - ريسوكي
- آكي تاكيجو - تامايان
- شويتشي أوزاوا – كاتسوزو
- فوجيو توكيتا - جينساكو
- سانشو شينسي – زينيا نو ماتايان
- سيجي كوراساكي - كيساكيتشي
- جونكو تاكادا - ماتسويان
- ميتسوكو بايشو - أوي
- تايجي تونوياما – تيرويان
- كيسي تاكامين - أراياشيكي
- نينجي كوباياشي - تسون
- نيجيكو كيوكاوا - أوكاني
- أكيو يوكوياما - أمايا

## وصلات خارجية
- أنشودة ناراياما على موقع IMDb (الإنجليزية)
- أنشودة ناراياما على موقع روتن توميتوز (الإنجليزية)
- أنشودة ناراياما على موقع نتفليكس (الإنجليزية)
- أنشودة ناراياما على موقع ألو سيني (الفرنسية)
- أنشودة ناراياما على موقع Turner Classic Movies (الإنجليزية)
- أنشودة ناراياما على موقع أول موفي (الإنجليزية)
- أنشودة ناراياما على موقع فيلمافينيتي (الإسبانية)
- أنشودة ناراياما على موقع قاعدة بيانات الأفلام السويدية (السويدية)
- أنشودة ناراياما على موقع قاعدة بيانات الفيلم (الإنجليزية)
- أنشودة ناراياما على موقع ليتربوكسد (الإنجليزية)